# Baatarsuren Shuudertsetseg
Baatarsuren Togtokhbayar (en mongol : Баатарсүрэн Тогтохбаяр), dite Baatarsuren Shuudertsetseg (en mongol : Баатарсүрэн Шүүдэрцэцэг ; Shuudertsetseg signifie « fleur de rosée »), parfois désignée sous l'abréviation B. Shuudertsetseg, est une journaliste, écrivaine, réalisatrice et militante mongole, née le 18 janvier 1971 à Oulan-Bator.
Spécialisée dans la fiction historique et la littérature de jeunesse, elle a obtenu plusieurs prix de la littérature mongole,.
Elle a adapté un de ses romans en 2013 en réalisant Warrior Princess, devenu l'un des films les plus importants du cinéma mongol par son coût et son succès au box-office.

## Biographie
Baatarsuren Togtokhbayar est née le 18 janvier 1971 à Oulan-Bator.
Elle étudie en Russie à l'Université d'État d'Irkoutsk puis est diplômée de journalisme à l'Université nationale de Mongolie en 1995,.
Elle commence sa carrière de journaliste en 1994 pour le journal Ardyn Erkh (Ардын эрх), dont elle devient la spécialiste pour les questions de droit et de justice. En 1997, elle participe à la vie politique nationale en devenant porte-parole du gouvernement de Mendsaikhanii Enkhsaikhan,.
En 2001, elle dirige l'Union des journalistes de Mongolie. En 2002, elle publie ses premiers récits de fiction dans le journal Shar (Шар). C'est à ce moment-là qu'elle prend son nom de plume Baatarsuren Shuudertsetseg, avec lequel elle publie ensuite plusieurs romans.
Féministe, elle intègre en 2008 le Conseil d'administration du Fonds pour les femmes mongoles (MONES). Elle fait également partie de l'Association internationale des femmes d'Amnesty International et de plusieurs autres organismes en faveur des droits des femmes et de l'égalité femmes-hommes, participant aussi à l'élaboration d'un projet de loi sur ce sujet. Ses écrits, tant journalistiques que littéraires, abordent souvent ces thématiques. Militant plus largement pour les droits humains, elle et sa fille Amina ont traduit Le Journal d'Anne Frank en mongol en 2009. La même année, elle publie un recueil de biographies d’éminentes écrivaines, Дэлхийн алдартай эмэгтэй зохиолчид (« Les Écrivaines connues dans le monde »). Ses divers engagements lui ont valu d'être récompensée en 2008 par la branche locale d'Amnesty International.
Shuudertsetseg a publié son premier roman Хулан (« Khulan ») en 2003. Plusieurs romans populaires ont suivi, y compris; Шүрэн бугуйвч (« Bracelet de corail »), Э-майлаар илгээсэн захиа сарнай (« Rose envoyée par e-mail »), Үйсэн дээрх бичээс (« Script sculpté sur bois »), Чимээгүй хашгираан (« Cri silencieux »), Цасан нулимс (« Larmes de neige »), Зургадугаар сарын цас (« Neige de juin »), Сэтгэлийн анир (« Paix spirituelle ») et Romans. Ses premiers travaux traitaient principalement des thèmes de l'identité nationale et culturelle mongole et des luttes des jeunes adultes vivant dans la Mongolie moderne.
En 2010, elle publie le roman Домогт Ану хатан sur la reine Anu, qui obtient un grand succès et est adapté dès l'année suivante au théâtre par le metteur en scène B. Baatar et la comédienne Ts. Bayasgalan, dans une pièce qui est également jouée en octobre 2016 au Consulat de Mongolie à San Francisco. Baatarsuren Shuudertsetseg adapte elle-même ce roman au cinéma, dans un long métrage qu'elle réalise, écrit et produit : Warrior Princess (parfois présenté sous le titre Queen Ahno - Spirit Of A Warrior). Le rôle-titre est interprété par la chanteuse et actrice Otgonjargal Davaasuren. Le film est projeté pour la première fois le 18 janvier 2013, le jour de l'anniversaire de son auteure. Il est l'un des plus chers de l'histoire du cinéma mongol, avec plus de 50 personnages et plus de 500 figurants. Il les meilleurs résultats au box-office national pour un film mongol. À l'étranger, il est notamment distribué en DVD aux États-Unis en 2014. En 2013, ce même roman est adapté en bande dessinée afin de rendre accessible cet épisode de l'histoire de la Mongolie aux plus jeunes. En 2014, sa société de cinéma Shuuder Productions a produit le drame Улаан Пальто (« Manteau rouge »).
En 2015, elle est revenue au genre de fiction historique avec Үүлэн хээтэй орчлон (« Monde en forme de nuage ») qui a incorporé les thèmes du bouddhisme et du karma dans le contexte de la lutte pour l'indépendance de la Mongolie au début du XXe siècle. Ce roman a servi de base à un film de 2018 de la société cinématographique Mongol Content. Shuudertsetseg l'a poursuivi en 2017 avec encore un roman historique, Хотол Цагаан Гүнж (« La Princesse Khutulun »). Racontant les exploits célèbre de la "princesse de lutte" de Mongolie Khutulun, l'œuvre est restée en tête de la liste des best-sellers nationaux de Mongolie pendant une année entière. En 2019, elle a publié sa suite Уулсын Домог Хотулун (« Khutulun : La Légende des collines »). Shuuder Productions a ensuite commencé la production d'un film de la vie de princesse Khutulun basé sur ces livres. En 2018, elle a publié le roman d'aventure, улаан могой (« Serpent rouge »), qui est également devenu un best-seller national. Son roman historique de 2018 Хүйлэн Огторгуйн Заадас sur la vie de Tsendiin Dondogdulam, la reine consort du dernier Bogd Khan de Mongolie, a reçu la prestigieuse médaille de l'Ordre de l'étoile polaire de Mongolie. En 2019, elle a publié Хагацашгүй (« Inséparable »), une romance se déroulant pendent les persécutions politiques de la Mongolie en 1937.

## Vie privée
Elle est mariée avec le journaliste et éditeur B. Boldkhuyag (Б.Болдхуяг), qui lui a conseillé de prendre un pseudonyme. Elle a trois filles, prénommées Amina, Ankhilmaa et Anima.

## Publications
Romans
- 2003 : Хулан (Khulan)
- 2004 : Шүрэн бугуйвч (littéralement « Bracelet de corail »)
- 2007 : Чимээгүй хашгираан (littéralement « Cri silencieux »)
- 2009 : Сэтгэлийн анир (littéralement «« Paix spirituelle »)
- 2011 : Домогт Ану хатан (en anglais Legendary Queen Ahno ; littéralement « La Reine légendaire Anu »)
- 2011 : Сувдан Даруулга (littéralement « La Revendication de la perle »)
- 2015 : Үүлэн хээтэй орчлон (littéralement « Monde en forme de nuage »)
- 2017 : Хотол цагаан гүнж (littéralement « La Princesse Khutulun »)
- 2018 : Улаан могой (littéralement « Serpent rouge»)
- 2018:  Хүйлэн Огторгуйн Заадас
- 2019 : Уулсын Домог Хотулун (littéralement « Khutulun : La Légende des collines »)
- 2019 : Хагацашгүй (littéralement « Inséparable »)

Livre documentaire
- Дэлхийн алдартай эмэгтэй зохиолчид (littéralement « Les Écrivaines connues dans le monde »)[2]

Traduction en mongol
- Le Journal d'Anne Frank[2],[5]

## Filmographie
- 2013 : Warrior Princess ou Queen Ahno - Spirit Of A Warrior (Домогт Ану хатан) - comme réalisatrice, scénariste et productrice